# Кодекс Российской Федерации об административных правонарушениях
Кодекс Российской Федерации об административных правонарушениях (КоАП РФ) — кодифицированный нормативный акт, регулирующий общественные отношения по привлечению к ответственности за совершение административного правонарушения, а также устанавливающий общие начала, перечень всех административных правонарушений (который может быть дополнен на региональном уровне), органы, рассматривающие дела, порядок привлечения к ответственности и порядок исполнения решений по делам об административных правонарушениях.
Действующий ныне кодекс был принят Государственной думой 20 декабря 2001 года и вступил в силу 1 июля 2002 года, отменив действовавший на тот момент Кодекс РСФСР об административных правонарушениях.

## Структура Кодекса Российской Федерации об административных правонарушениях
Кодекс Российской Федерации об административных правонарушениях разделён на 5 разделов и 32 главы.
Раздел I включает 4 главы (с 1 по 4). Он определяет общие принципы и положения административных правонарушений, пределы действия КоАП РФ во времени и в пространстве, лиц подлежащих административной ответственности, формы вины, административного наказания, его видов, целей и порядка назначения, случаи, когда лицо может быть освобождено от административной ответственности, устанавливает возраст наступления административной ответственности, особенности административной ответственности несовершеннолетних.
Раздел II включает 17 глав (с 5 по 21) и описывает составы конкретных административных правонарушений, а также перечисляет санкции (виды и размеры наказаний) за их совершение. Статьи, содержащиеся в разделе разделены на главы по сферам законодательства.
Нормы содержатся в статьях кодекса. Большинство статей кодекса делится на части, которые выделяются в отдельный абзац и имеют цифровое обозначение (1, 2, 3 и т. д.). Кроме того, в некоторых статьях кодекса есть примечания, где раскрываются административно-правовые понятия или формулируются административно-правовые институты.
В кодексе применяется сквозная нумерация для разделов (римскими цифрами) и глав (арабскими). Многоуровневая нумерация для статей, например, нумерация статей главы 14 имеет следующий вид: 14.1, 14.1.1, 14.1.1-1, 14.2, 14.3 и т.д.,  где первая цифра — номер главы, а вторая и последующая — номер статьи в главе. В случае исключения статьи нумерация других статей не изменяется, а на месте исключённой статьи делается соответствующая запись (утратила силу — Федеральный закон от ДД.ММ.ГГГГ № <число>-ФЗ).
Раздел III включает 2 главы (22 и 23 главы). Определяет суды, органы и должностные лица, уполномоченные рассматривать дела об административных правонарушениях.
Раздел IV включает 8 глав (с 24 по 30) и носит процессуальный характер. Определяет порядок производства  от стадии возбуждения дела об административном правонарушении  до вынесения решения по делам об административных правонарушениях.
Раздел V включает 2 главы (31 и 32 главы) носит исполнительный характер. Определяет порядок исполнения постановлений по делам об административных правонарушениях.
Ниже представлена подробная структура КоАП РФ.

### Раздел I. Общие положения
- Глава 1. Задачи и принципы законодательства об административных правонарушениях
- Глава 2. Административное правонарушение и административная ответственность
- Глава 3. Административное наказание
- Глава 4. Назначение административного наказания

### Раздел II. Особенная часть
- Глава 5. Административные правонарушения, посягающие на права граждан
- Глава 6. Административные правонарушения, посягающие на здоровье, санитарно-эпидемиологическое благополучие населения и общественную нравственность
- Глава 7. Административные правонарушения в области охраны собственности
- Глава 8. Административные правонарушения в области охраны окружающей среды и природопользования
- Глава 9. Административные правонарушения в промышленности, строительстве и энергетике
- Глава 10. Административные правонарушения в сельском хозяйстве, ветеринарии и мелиорации земель
- Глава 11. Административные правонарушения на транспорте
- Глава 12. Административные правонарушения в области дорожного движения
- Глава 13. Административные правонарушения в области связи и информации
- Глава 14. Административные правонарушения в области предпринимательской деятельности и деятельности саморегулируемых организаций
- Глава 15. Административные правонарушения в области финансов, налогов и сборов, страхования, рынка ценных бумаг, добычи, производства, использования и обращения драгоценных металлов и драгоценных камней
- Глава 16. Административные правонарушения в области таможенного дела (нарушение таможенных правил)
- Глава 17. Административные правонарушения, посягающие на институты государственной власти
- Глава 18. Административные правонарушения в области защиты государственной границы Российской Федерации и обеспечения режима пребывания иностранных граждан или лиц без гражданства на территории Российской Федерации
- Глава 19. Административные правонарушения против порядка управления
- Глава 20. Административные правонарушения, посягающие на общественный порядок и общественную безопасность
- Глава 21. Административные правонарушения в области воинского учета

### Раздел III. Судьи, органы, должностные лица, уполномоченные рассматривать дела об административных правонарушениях
- Глава 22. Общие положения
- Глава 23. Судьи, органы, должностные лица, уполномоченные рассматривать дела об административных правонарушениях

### Раздел IV. Производство по делам об административных правонарушениях
- Глава 24. Общие положения
- Глава 25. Участники производства по делам об административных правонарушениях, их права и обязанности
- Глава 26. Предмет доказывания. Доказательства. Оценка доказательств
- Глава 27. Применение мер обеспечения производства по делам об административных правонарушениях
- Глава 28. Возбуждение дела об административном правонарушении
- Глава 29. Рассмотрение дела об административном правонарушении
- Глава 29.1. Правовая помощь по делам об административных правонарушениях
- Глава 30. Пересмотр постановлений и решений по делам об административных правонарушениях

### Раздел V. Исполнение постановлений по делам об административных правонарушениях
- Глава 31. Общие положения
- Глава 32. Порядок исполнения отдельных видов административных наказаний

## Законодательство субъектов России
Согласно ч. 1 ст. 1.1 Кодекса Российской Федерации об административных правонарушениях, российское законодательство об административных правонарушениях состоит из этого кодекса и принимаемых в соответствии с ним законов субъектов Российской Федерации об административных правонарушениях. То есть на территории отдельных субъектов РФ может быть установлено административное наказание и за деяния, не указанные в КоАП РФ.
Законы субъектов РФ об административных правонарушениях:
- Закон республики Адыгея об административных правонарушениях
- Закон республики Алтай об административных правонарушениях
- Кодекс республики Башкортостан об административных правонарушениях
- Закон республики Бурятия об административных правонарушениях)
- Закон Калининградской области от 12 мая 2008 года № 244 «Кодекс Калининградской области об административных правонарушениях». (действующая редакция)
- Кодекс Волгоградской области об административных правонарушениях (действующая редакция на сайте Волгоградской областной Думы)
- Кодекс Томской области об административных правонарушениях (действующая редакция на сайте Думы Томской области)
- Закон Ростовской области об административных правонарушениях (действующая редакция на Официальном портале Правительства Ростовской области)
- Закон г. Москвы от 21 ноября 2007 года № 45 «Кодекс города Москвы об административных правонарушениях»
- Закон Республики Татарстан от 19.12.2006 № 80-ЗРТ «Кодекс Республики Татарстан об административных правонарушениях».
- Закон Тульской области № 388-ЗТО от 9 июня 2003 года «Об административных правонарушениях в Тульской области»[4][5]
- Кодекс Тюменской области об административной ответственности (действующая редакция на сайте Думы Томской области)
- Закон «Об административных правонарушениях в Санкт-Петербурге» (принят 12 мая 2010 года, вступил в силу с 31 мая 2010 года)
- Областной закон Ленинградской области от 02.07.2003 N 47-оз (ред. от 17.02.2020) «Об административных правонарушениях» (принят ЗС ЛО 24.06.2003)
- Закон Краснодарского края «Об административных правонарушениях» от 23.07.2003 № 608-КЗ (принят ЗС КК 17.07.2003)